# Turó de Sant Adjutori
El Turó de Sant Adjutori és una muntanya de 264 metres que es troba entre els municipis de Cerdanyola del Vallès i de Sant Cugat del Vallès, a la comarca del Vallès Occidental.